# لوس پالمیتوس
لوس پالمیتوس (انگلیسی: Los Palmitos) نام شهری در کشور کلمبیا است.